# Tout arrive
Tout arrive était l'émission quotidienne de la mi-journée de la station radiophonique française France Culture, créée en septembre 2002 et disparue en juillet 2010. De 12h à 12h30 et de 12h50 à 13h30, centrée sur l'actualité culturelle, l'émission se composait d'une table ronde critique dans sa première partie et d'entretiens avec des artistes dans sa seconde.
L'émission était jusqu'en 2010 présentée par Arnaud Laporte, qui a succédé en janvier 2006 à Marc Voinchet.
Pour la saison 2009-2010, la semaine se décomposait de la manière suivante :
- lundi : littérature française et étrangère
- mardi : arts plastiques
- mercredi : cinéma (avec la chronique du "DVD de la semaine")
- jeudi : arts de la scène (théâtre, danse, opéra, musique)
- vendredi : essais dans tous les domaines et courants de la pensée

Depuis 2007, plusieurs critiques ont participé à l'émission :
- Michel Abescat
- François Angelier
- Lucien Attoun
- N.T. Binh
- Michel Boujut
- Clémence Boulouque
- Judith Chaine
- Michel Ciment
- Jean-Max Colard
- Florence Colombani
- Michel Crépu
- Angie David
- Gwenola David
- Daniel Dobbels
- Emmanuel Dupuy
- Charlotte Garson
- Stéphane Grant
- Antoine Guillot
- Sophie Joubert
- Colette Kerber
- Antoine Lachand
- Emmanuelle Loyer
- Jacques Mandelbaum
- Valérie Marin La Meslée
- Daniel Martin
- Christine Masson
- Judith Mayer
- Pascal Ory
- Philippe Petit
- Corinne Rondeau
- Jérémie Rousseau
- Marie-Aude Roux
- Patrick Sourd
- Bruno Tackels
- Jean-Baptiste Thoret
- Éric Troncy
- Michel Vignard
- Ariel Wizman
- Natacha Wolinski